# Fútbol Club Satélites
El Fútbol Club Satélites fue un equipo de fútbol de México. Participaba en el Grupo 2 de la Serie B de la Segunda División de México. Jugaba sus partidos de local en la Unidad Deportiva Javier Rojo Gómez.

## Historia
El equipo nace en 2015 como una iniciativa de particulares que buscaban regresar el fútbol profesional a la ciudad de Tulancingo. Disputaron su primer partido el 16 de agosto de 2015 ante Celaya Fútbol Club "B", el encuentro terminó en empate a dos goles.
En 2018 el equipo deja de participar en la Liga Premier Serie B y desaparece.

## Temporadas
| Temporada     | División          | Posición                 |
| ------------- | ----------------- | ------------------------ |
| Apertura 2015 | 4.Segunda Serie B | 1.º Grupo II (Semifinal) |
| Clausura 2016 | 4.Segunda Serie B | 3o. Grupo II (Semifinal) |
| Apertura 2016 | 4.Segunda Serie B | 5o. Grupo II             |
| Clausura 2017 | 4.Segunda Serie B | 6o. Grupo II             |
| Apertura 2017 | 4.Segunda Serie B | 13o. Grupo II            |
| Clausura 2018 | 4.Segunda Serie B | 13o. Grupo II            |